# Mychal Judge
Pour les articles homonymes, voir Judge.
 (juillet 2025).
La mise en forme du texte ne suit pas les recommandations de Wikipédia : il faut le « wikifier ».
Les points d'amélioration suivants sont les cas les plus fréquents. Le détail des points à revoir est peut-être précisé sur la page de discussion.
- Les titres sont pré-formatés par le logiciel. Ils ne sont ni en capitales, ni en gras.
- Le texte ne doit pas être écrit en capitales (les noms de famille non plus), ni en gras, ni en italique, ni en « petit »…
- Le gras n'est utilisé que pour surligner le titre de l'article dans l'introduction, une seule fois.
- L'italique est rarement utilisé : mots en langue étrangère, titres d'œuvres, noms de bateaux, etc.
- Les citations ne sont pas en italique mais en corps de texte normal. Elles sont entourées par des guillemets français : « et ».
- Les listes à puces sont à éviter, des paragraphes rédigés étant largement préférés. Les tableaux sont à réserver à la présentation de données structurées (résultats, etc.).
- Les appels de note de bas de page (petits chiffres en exposant, introduits par l'outil «  Source ») sont à placer entre la fin de phrase et le point final[comme ça].
- Les liens internes (vers d'autres articles de Wikipédia) sont à choisir avec parcimonie. Créez des liens vers des articles approfondissant le sujet. Les termes génériques sans rapport avec le sujet sont à éviter, ainsi que les répétitions de liens vers un même terme.
- Les liens externes sont à placer uniquement dans une section « Liens externes », à la fin de l'article. Ces liens sont à choisir avec parcimonie suivant les règles définies. Si un lien sert de source à l'article, son insertion dans le texte est à faire par les notes de bas de page.
- La présentation des références doit suivre les conventions bibliographiques. Il est recommandé d'utiliser les modèles {{Ouvrage}}, {{Chapitre}}, {{Article}}, {{Lien web}} et/ou {{Bibliographie}}. Le mode d'édition visuel peut mettre en forme automatiquement les références.
- Insérer une infobox (cadre d'informations à droite) n'est pas obligatoire pour parachever la mise en page.

Pour une aide détaillée, merci de consulter Aide:Wikification.
Si vous pensez que ces points ont été résolus, vous pouvez retirer ce bandeau et améliorer la mise en forme d'un autre article.
Mychal F. Judge ou Robert Emmet Judge, né le 11 mai 1933 et mort le 11 septembre 2001, est un prêtre catholique franciscain, aumônier du New York City Fire Department et la première victime officielle des attentats du 11 septembre 2001.

## Enfance
Mychal Judge, de son nom de naissance Robert Emmett Judge, naît le 11 mai 1933 à Brooklyn, New York. Il est baptisé à l’église St Paul le 4 juin. Il est le fils d’immigrants irlandais du Comté de Leitrim. Il a une sœur jumelle, Dympna — née deux jours après lui —, et une sœur aînée, Erin. Tous trois sont élevés dans le contexte de la Grande Dépression.  
De ses trois ans à ses six ans, Robert assiste à la dégradation de l’état de santé de son père, atteint de mastoïdite - maladie qui finit par le tuer. À la suite de cet événement, Robert, en quête de revenus, entreprend de cirer les chaussures des passants de la Station Penn à New York. Il en profite pour se rendre régulièrement à l’église Saint François d’Assise, située en face de la station, où il aperçoit les frères franciscains. Il dira plus tard : « Je réalisai que je n’avais rien à faire des choses matérielles… et je désirais devenir religieux. »

## Carrière
Après une année à l’École préparatoire St. Francis de Brooklyn, dirigée à l’époque par les frères franciscains de Brooklyn, Judge — alors âgé de 15 ans, en 1948 — entreprend les premières démarches préparatoires à son entrée dans l’ordre des Frères Mineurs. Ainsi, il est envoyé au séminaire séraphique St. Joseph à Calliccoon (New York), qui est le séminaire mineur de la province franciscaine du Saint-Nom. Après y avoir obtenu son diplôme, Judge s’inscrit à l’université St. Bonaventure à Allegany (New York). Enfin, en 1954, il est admis au noviciat dans la Province de Paterson (New Jersey). Au terme de cette année, il prend l’habit et prononce les premiers vœux franciscains. Il reçoit le nom religieux de Fallon Michael. Plus tard, il abandonnera le préfixe « Fallon » et changera « Michael » en « Mychal ». Selon Sarah Prager, Mychal effectuera cette modification pour se « différencier de tous les autres ‘Père Michael’ ». Mychal reprend ses études supérieures à l’université St. Bonaventure, où il obtient un Bachelor’s degree en 1957. L’année suivante, en 1958, il prononce ses vœux solennels dans l’ordre franciscain. Mychal entreprend alors des études de théologie au Séminaire du Holy Name College à Washington, à l’issue desquelles il est ordonné prêtre, en 1961.
Après son ordination, Mychal est assigné au Mausolée St. Anthony à Boston. Il est ensuite envoyé dans diverses paroisses gérées par les Franciscains : St. Joseph à East Rutherford (New Jersey), le Sacré-Cœur à Rochelle Park (New Jersey), la paroisse de la Sainte-Croix dans le Bronx et la paroisse St. Joseph à West Milford (New Jersey). Durant trois ans, il est assistant du Président du Sienna College, à Loudonville (New York), université gérée elle aussi par les franciscains. Enfin, en 1986, il est envoyé à la paroisse Saint-François-d’Assise de Manhattan, là même où il avait, pour la première fois, fait la connaissance des religieux franciscains. Il y vivra et y travaillera jusqu’à sa mort.
Vers 1971, Judge montre des signes d’alcoolisme. En 1978, avec le soutien d’Alcooliques Anonymes, il arrête sa consommation d’alcool et commence à partager son histoire pour aider les autres à combattre leur addiction.
En 1992, Mychal est nommé aumônier des pompiers de la ville de New York. Il prie et offre son soutien lors des interventions. Il est également présent à l’hôpital, et auprès des pompiers et de leurs familles, travaillant jusqu’à 16 heures par jour. « Tout son ministère n’était qu’amour. Mychal adorait les pompiers et les pompiers l’adoraient. ». Judge était membre de l’AFSCME (plus important syndicat public des Etats-Unis), section 299.
Judge est également connu pour son action auprès des sans-abri, des affamés, des alcooliques en voie de rémission, des personnes atteintes du SIDA, des malades, des blessés, des personnes en deuil, des immigrés, des personnes homosexuelles, et de toutes les personnes en marge de la société. Il donne un jour son blouson d’hiver à une femme sans-abri : « Elle en avait besoin plus que moi, » dira-t-il. A une autre occasion, alors qu’il bénit un homme agonisant du SIDA, celui-ci lui demande : « pensez-vous que Dieu me déteste ? » En guise de réponse, Judge le prend dans ses bras, l’embrasse et le berce silencieusement. Judge travaille régulièrement avec l’hôpital St. Clare, qui a ouvert le premier centre de traitement du SIDA dans le pays. Il rend très souvent visite aux patients atteints du SIDA ainsi qu’à leurs familles, célèbre de nombreuses obsèques, et conseille des personnalités actives de la communauté LGBT telles que Brendan Fay et John McNeill. Jusqu’à sa mort, Judge participe à la lutte pour la défense des droits des homosexuels.
Même avant sa mort, beaucoup considèrent Judge comme un saint vivant, en vertu de ses actes extraordinaires de charité et de sa vie spirituelle profonde. Lors de prières, il se retrouve souvent « perdu en Dieu, comme dans une transe, au point d’être choqué, à son réveil, de constater que plusieurs heures se sont écoulées ». Le directeur spirituel de Judge, le père jésuite John McNeill, observera que Judge avait atteint « un degré extraordinaire d’union avec le divin. Nous savions que nous avions affaire à quelqu’un qui se trouvait en ligne directe avec Dieu. »

## Attentats du 11 septembre 2001
Le 11 septembre 2001, apprenant que le World Trade Center a été touché par le premier des deux avions, Judge s’y précipite. Il y rencontre Rudolph Guliani, à l’époque maire de la ville, qui lui demande de prier pour New York et les victimes. Judge prie sur les corps étendus dans la rue, et entre ensuite dans le hall de la tour Nord, où un poste de commandement d’urgence a été installé. Là, à tous sans distinction, il offre son soutien et ses prières.
Lorsque la tour Sud s’effondre à 9h59, des débris sont projetés dans le hall de la tour Nord tuant de nombreuses personnes, dont Judge. Atteint à la tête, il meurt au moment où, selon son biographe Michael Daly, il prie à voix haute : « Jésus, s’il te plaît, mets fin à cela maintenant ! Dieu, je t’en prie, mets-y fin ! » (‘Jesus, please end this right now! God, please end this!’),
Peu après sa mort, le corps de Judge est retrouvé et transporté par quatre pompiers et un policier hors de la tour Nord peu avant que celle-ci ne s’écroule, à 10h28. Cet instant est immortalisé par Shannon Stapleton, photographe chez Reuters. L’image devient l’une des plus célèbres prises lors des attaques du 11 septembre 2001. Cet événement est relaté dans le film documentaire 9/11, réalisé par Jules et Gedeon Naudet. Le Philadelphia Weekly écrit que la photographie peut être « considérée comme une Piéta Américaine ». Le corps de Judge est déposé devant l’autel de l’église catholique St. Peter avant d’être transféré au médecin.
Judge est désigné «Victim 0001», c’est-à-dire qu’il est enregistré officiellement comme la première victime des attentats. Bien que d’autres personnes aient été tuées avant lui — dont notamment l’équipage, les passagers et les attaquants des trois premiers vols détournés, ainsi que certains occupants du Pentagone et des tours du World Trade Center — son corps est le premier à avoir été extrait des décombres.
Le corps de Judge est formellement identifié par le Détective de la Police de New York Steven McDonald, un ami de longue date. Le médecin constate que Judge est décédé des suites d’un trauma crânien.

## Vie personnelle et controverse
Après sa mort, quelques-uns parmi les amis et connaissances de Judge révèlent que celui-ci était homosexuel. Selon le Commissaire-pompier Thomas Von Essen : « J’ai appris son homosexualité lorsque j’appartenais à la Uniformed Firefighters Association. J’ai gardé le secret, mais il me l’a révélé lui-même lorsque j’ai été promu commissaire il y a 5 ans. Lui et moi en rions souvent, parce que nous savions tous les deux qu’il serait difficile pour les autres pompiers de l’accepter aussi facilement que moi. Pour ma part, j’ai toujours pensé qu’il était un homme phénoménal, doux et sincère, et le fait qu’il soit homosexuel ne change rien à cela. »
Certains prêtent à Judge une relation plus particulière avec un infirmier philippin, Al Alvarado, au cours de la dernière année de sa vie, relation dont Judge rend compte dans son journal intime. Il arrive souvent que les deux hommes ne se voient pas pendant des mois, à cause des fonctions de Mychal auprès des pompiers de New York.
Les révélations concernant son orientation sexuelle s’accompagnent de controverses. L’avocat Dennis Lynch écrit sur le site catholic.org un article concernant Judge. Il y affirme que Judge n’était pas homosexuel et que les tentatives de le décrire ainsi sont dues à des « activistes homosexuels » mûs par la volonté d’« attaquer l’Église catholique » et de « faire de Mychal Judge une icône homosexuelle. » D’autres contredisent Lynch en prouvant que Judge lui-même s’identifiait comme « gay », que ce soit auprès d’autres personnes ou dans ses journaux intimes.
Michael Judge est, pendant de nombreuses années, membre de « Dignity », une association catholique LGBT qui milite pour une inflexion de l’enseignement de l’Église sur l’homosexualité,. Le 1er octobre 1986, la Congrégation pour la Doctrine de la Foi du Vatican publie un document intitulé « Du Soin Pastoral des Personnes Homosexuelles » et y déclare que « bien qu'elle ne soit pas en elle-même un péché, l'inclination particulière de la personne homosexuelle constitue néanmoins une tendance, plus ou moins forte, vers un comportement intrinsèquement mauvais du point de vue moral. » En réaction, de nombreux évêques, y compris le cardinal John O’Connor, délogent Dignity des paroisses dont ils ont la charge. Judge installe alors les activités d’accueil par Dignity des personnes atteintes du SIDA à l’église Saint-François d’Assise, qui dépend non de l’évêque mais des franciscains.
Judge était en désaccord avec les enseignements de l’Église catholique romaine sur l’homosexualité. Il demandait : « Y a-t-il vraiment assez d’amour dans le monde pour que nous puissions en discriminer certaines de ses formes ? »

## Héritage
Le 15 septembre 2001, 3000 personnes assistèrent aux obsèques de Mychal Judge à l’église Saint François d’Assise, obsèques dirigées par le cardinal Edward Egan, archevêque de New York. Bill et Hillary Clinton y assistèrent également. Bill Clinton déclara que la mort de Judge « est une perte particulière. Nous devrions proclamer que sa vie est un exemple de ce qui doit prévaloir. Nous devons ressembler davantage au père Mike qu’à ceux qui l’ont tué. »
Judge est enterré au cimetière franciscain du Holy Sepulchre à Totowa (New Jersey). Le 11 octobre 2001, Brendan Fay organisa une soirée de prière, d’histoires, de musique traditionnelle irlandaise et de témoignages personnels à propos de Mychal.
Trois personnes dans l’Église catholique romaine ont déjà postulé pour la cause de canonisation de Mychal Judge, (l'Église orthodoxe-catholique d’Amérique l’a déjà déclaré saint,). Deux personnes ont affirmé avoir bénéficié de miracles par l’intercession de Judge, or il s’agit d’une des conditions requises par l’Église catholique pour permettre une canonisation.
Le casque de pompier de Judge fut présenté à Jean-Paul II. La France lui a attribué la Légion d’honneur. Quelques parlementaires américains ont proposé de lui remettre la Médaille d’Or du Congrès, ainsi que la Médaille présidentielle de la Liberté. En 2002, la ville de New York a renommé la partie de la 31e rue Ouest où il vivait « rue Father Mychal F. Judge », et baptisé un ferry « Father Mychal Judge » en son honneur.
En 2002, le Congrès des États-Unis a voté le projet de loi « Mychal Judge Police and Fire Chaplains Public Safety Officers Benefit Act ». La loi prévoit d’étendre certaines mesures relatives aux prestations de décès aux aumôniers de la police et des pompiers. En outre elle sanctuarise pour la première fois une extension des prestations de décès aux couples de même sexe. Le texte devient officiellement une loi le 24 juin 2002, et prend effet rétroactif à partir du 11 septembre 2001.
Le New York Press Club créa le Prix « Rev. Mychal Judge Heart of New York », récompensant chaque année l’article mettant le plus en valeur la ville de New York.
Une campagne a été lancée à East Rutherford (New Jersey) pour la construction d’une statue au Memorial Park.
A l'université Alvernia, située à Reading (Pennsylvanie) et qui se réclame de la tradition d’enseignement et de pensée des franciscains, un hall de résidence a été baptisé en l’honneur de Judge.
Le Mémorial « Father Mychal Judge », dans le village irlandais de Keshcarrigan (Comté de Leitrim), a été créé en 2005 sur des terres ayant appartenu aux ancêtres de Judge. Chaque année, à la date anniversaire des attentats du 11 septembre, des locaux célèbrent sa vie et font mémoire de sa mort,.
En 2006, le film documentaire Saint of 9/11 fut tourné, réalisé par Glenn Holsten, co-produit par Brendan Fay et narré par Sir Ian McKellen.
Le morceau Mychal, de Larry Kirwan et le groupe irlando-américain Black 47, apparaît dans le disque New York Town en 2004.
Chaque année, le dimanche précédant le 11 septembre, a lieu à New York la « marche du souvenir » dédiée à Mychal Judge. Cette marche commence par une messe à l’Église Saint-François d’Assise (31e rue Ouest), puis se dirige sur le site de Ground Zero en suivant le dernier trajet emprunté par Judge, trajet parsemé de prières. Chaque 11 septembre, une messe en mémoire de Judge est célébrée à Boston : de nombreuses personnes ayant perdu un membre de leur famille lors des attentats y assistent généralement.
Au Mémorial du 11 septembre, le nom de Mychal Judge apparaît autour du bassin Sud, sur le panneau S-18, à côté des noms d’autres secouristes morts pendant les attaques.
En 2014, Judge fut inclus au Legacy Walk de Chicago, un événement public extérieur qui rend hommage à l’histoire et aux grandes personnalités LGBT,.
En 2015, une statue dédiée à Judge fut érigée au parc St. Joseph d’East Rutherford (New Jersey), en face de la paroisse Saint-Joseph où Mychal a exercé de nombreuses années.
En reconnaissance de ses actions héroïques et de son dévouement aux personnes LGBT et à leur dignité, Judge fut récompensé de manière posthume du prix Dooley, délivré par une organisation d’anciens élèves de l’Université Notre-Dame, célèbre université catholique américaine.
En septembre 2021, la postulation pour la canonisation de Mychal Judge était toujours en cours.